# کورپولو (گوله)
کورپولو (به ترکی استانبولی: Köprülü، به ارمنی: Քարավանք، به کردی: Qoreveng) یک منطقهٔ مسکونی در ترکیه است که در استان اردهان واقع شده‌است. کورپولو ۲٬۰۱۷ نفر جمعیت دارد و ۲٬۱۲۵ متر بالاتر از سطح دریا واقع شده‌است.